# Nora Arnezeder
Nora Arnezeder (Parijs, 8 mei 1989) is een Franse actrice.

## Loopbaan
Arnezeder heeft een Oostenrijkse vader en een Egyptische moeder met Italiaanse roots, die elkaar ontmoetten op Bali. In 1991 verliet het gezin Parijs en verhuisde naar Aix-en-Provence. Rond 2003 verhuisde ze voor een jaar naar Bali. Teruggekeerd naar Parijs, nam Arnezeder dans- en zanglessen aan de Internationale Academie voor Dans en Theater aan de Cabriès Theaterschool en lessen aan de Cours Florent toneelschool.
In 2008 speelde Arnezeder haar eerste grote rol in het muziekdrama Faubourg 36 van Christophe Barratier. De rol van Douce leverde haar de Prix Lumières en Étoile d'Or op als beste jonge actrice. Het lied dat ze vertolkte "Loin de Paname" werd in 2010 genomineerd voor een Oscar. In 2012 nam ze de hoofdrol op zich naast Elijah Wood in de remake Maniac.

## Prijzen en nominaties
| Jaar | Prijs         | Categorie                         | Werk        | Uitslag  |
| ---- | ------------- | --------------------------------- | ----------- | -------- |
| 2009 | Prix Lumières | Meest veelbelovende jonge actrice | Faubourg 36 | Gewonnen |
| 2009 | Étoile d'Or   | Beste Vrouwelijke Nieuwkomer      | Faubourg 36 | Gewonnen |